# Карпатська пивоварня
«Карпатська пивоварня» (СП ТОВ «Новотех») — підприємство харчової промисловості України, зайняте у галузі виробництва та реалізації пива торговельних марок Карпатське, Берегівське та ZIP GOLD. Розташоване у місті Берегове Закарпатської області.

## Історія
Будівництво одного з найновіших на теренах України пивоварних підприємств розпочалося у Береговому у квітні 1996 року. Уже за рік, у квітні 1997 року броварня випустила першу партію пива. Обладнання для підприємства було поставлене угорською фірмою ZIP bier KFT і перша його продукція була виведена на ринок під торговельною маркою ZIP bier. Нова продукція, яка випускалася виключно в кегах, швидко знайшла попит серед споживачів і вже в серпні 1998 року було завершено перше розширення виробничих потужностей — з 2,8 до 10 тисяч літрів пива на добу.
1999 року на підприємстві було встановлено лінію з розлива пива у літрові пластикові пляшки оригінальної форми («бочки»), які відтоді стали своєрідною визитівкою берегівських броварів. Випуск пива у пляшках дозволив значно розширити географію продажів продукції — пиво, яке традиційно продавалося на Закарпатті, почало з'являтися в інших регіонах України, а невдовзі й експортуватися до Росії та Ізраїлю.
Відповідно виникла необхідність суттєвого розширення обсягів виробництва, з цією метою 2000 року почалося будівництво нових потужностей, які були повністю введені в експлуатацію в серпні 2003 року. Згодом було розширено географію експорту продукції броварні за рахунок Киргизстану, Данії та Німеччини, а сама броварня отримала свою сучасну назву, «Карпатська пивоварня».

## Асортимент продукції
Наразі підприємство випускає чотири сорти пива:
- «Карпатське світле» — світле пиво з густиною 12 % та вмістом алкоголю 5,0 %.
- «Карпатське темне» — темне пиво, зварене із застосуванням карамельного солоду, з густиною 12 % та вмістом алкоголю 5,0 %.
- «ZIP GOLD» — світле пиво з густиною 11 % та вмістом алкоголю 5,0 %.
- «Берегівське Бархатне» — темне пиво, зварене із застосуванням карамельного солоду, з густиною 12 % та вмістом алкоголю 5,0 %.